# Deopalpus geminatus
Deopalpus geminatus är en tvåvingeart som först beskrevs av Henry J. Reinhard 1934.  Deopalpus geminatus ingår i släktet Deopalpus och familjen parasitflugor.
Artens utbredningsområde är Kalifornien. Inga underarter finns listade i Catalogue of Life.